# Dioničko društvo
Dioničko društvo (eng. joint-stock company) je trgovačko društvo čiji je temeljni kapital podijeljen na dionice. Pretpostavlja ograničenu odgovornost vlasnika dionica. Dioničko društvo u Republici Hrvatskoj kao sastavni dio unutarnjeg ustrojstva može imati:
u dualističkom sustavu upravu, nadzorni odbor i skupštinu,dok u monističkom uređenju ima izvršne direktore i upravni odbor.
Dioničko društvo (skraćeno d.d.) je trgovačko društvo i pravna osoba kod kojeg je kapital društva podijeljen dijelove zvan dionice. Dioničko društvo je međunarodno vrlo značajan, a u pojedinim državama prevladavajući, oblik organizacije gospodarskih subjekata.
U Republici Hrvatskoj minimalni temeljni kapital iznosi 200 000 kuna (Zakon o trgovačkim društvima NN 111/99, 34/99, 121/99.).
Jedno od najznačajnijih svojstava ovog načina organiziranja gospodarskog subjekta je da je temeljni kapital društva podijeljen na vrijednosno dijelove temeljnog kapitala, a da dioničari garantiraju za poslovanje društva samo do iznosa vrijednosti vlastitih dionica. To znači da član dioničkog društva u slučaju stečaja gubi samo novac koji je uložio u društvo, dok bi se obrtniku zaplijenila i osobna imovina kako bi se namirile obveze obrta u stečaju.  
U pravilo, dionice mogu mijenjati vlasnika, bilo darivanjem ili najčešće prodajom.
One mogu biti i predmet trgovanja, ali to ne spada u osnovna i obvezujuća obilježja. U većini država je samo manji dio dioničkih društava prisutan na burzi sa svojim dionicama. 
Društvo može izdati dionice s nominalnim iznosom ili bez tog iznosa, ali u oba slučaja je najmanja svota dionice 10,00 Kn.
Dionica je ulog odnosno dio temeljnog kapitala s kojim dioničar sudjeluje u društvu.
Odluku o izdavanju dionica donosi glavna skupština ili osnivači društva u skladu sa statutom koji je temeljni akt društva.